# Kupid
 Ovo je glavno značenje pojma Kupid. Za druga značenja pogledajte Kupid (razdvojba).
Kupid (lat.:Cupido, "žudnja“) bio je u rimskoj mitologiji bog požude, erotske ljubavi, privlačnosti i naklonosti. Često je prikazivan kao sin božice ljubavi Venere i boga rata Marsa. U latinskome jeziku poznat je i kao Amor ("Ljubav"), a njegov je grčki pandan bog Eros. Premda je Eros u klasičnoj grčkoj umjetnosti općenito prikazan kao vitki mladić s krilima, tijekom helenističkog razdoblja sve je češće predstavljan kao bucmasti dječak. U to su mu vrijeme pridodati luk i strijela, koji predstavljaju njegov izvor moći: osoba, ili čak božanstvo, koju bi Amorova strelica pogodila, bila je ispunjena nekontroliranom žudnjom. U mitovima je Kupid sporedni lik koji uglavnom služi za pokretanje radnje. On je glavni lik samo u priči o Kupidu (Amoru) i Psihi, kada biva ranjen vlastitim oružjem te prolazi kroz iskušenje ljubavi. Iako se o njemu ne pričaju druge veće priče, njegova je tradicija bogata poetskim temama i vizualnim scenarijima, kao što su krilatica "Ljubav pobjeđuje sve" te kazne i muke koje Kupid zadaje kao odmazdu. Njegove su moći slične, premda ne i identične, moćima Kamadeve, hinduističkog boga ljudske ljubavi.
U umjetnosti se Kupid često pojavljuje predstavljen u više likova nazvanih Amores ili, u kasnijoj terminologiji povijesti umjetnosti, kao amorini, što je ekvivalent grčkim erotima. Kupidi su čest motiv rimske umjetnosti i kasnije zapadnoeuropske klasicističke umjetnosti. U 15. stoljeću ikonografija Amora počinje se razlikovati od ranijih predstava Kupida kao nagog dječaka.
Kupid je bio popularan lik i u srednjem vijeku, kada je pod kršćanskim utjecajem često imao dvojaku prirodu kao Nebeska i Zemaljska ljubav. U renesansi mu je obnovljeni interes za antičku filozofiju dodijelio složena alegorijska značenja. U suvremenoj popularnoj kulturi Kupid je prikazan kako povlači luk kako bi potaknuo romantičnu ljubav, često kao ikona Valentinova.

## Etimologija
Ime Cupīdō ("strasna želja", "žudnja") izvedeno je iz latinskog glagola cupiō, cupiere ("željeti"), koji potječe od protoitalskog korijena *kupi, *kupei ("željeti"), a ovo pak od protoindoeuropskog *kup(e)i ("drhtati, željeti").

## Porijeklo i rođenje
Rimljani su za Kupida u svojoj književnosti i umjetnosti reinterpretirali mitove i koncepte koji se odnose na grčkog boga Erosa, a srednjovjekovni i renesansni mitografi slobodno povezuju ova dva božanstva. U grčkoj tradiciji, Eros je imao dvojaku, kontradiktornu genealogiju. Bio je među iskonskim bogovima, koji su nastali nespolno; nakon njegove generacije, božanstva su rađana u muško-ženskim zajednicama. U Heziodovoj Teogoniji stariji su samo Kaos i Geja (Zemlja). Prije postojanja rodne dihotomije, Eros je funkcionirao tako što je činio da entiteti odvoje od sebe ono što su već sadržavali.
Istodobno, Eros, koji je prikazivan kao dječak ili vitak mladić, smatran je djetetom nekog božanskog para, čiji se identitet razlikovao ovisno o izvoru. Utjecajni renesansni mitograf Natale Conti započeo je svoje poglavlje o Kupidu/Erosu izjavivši da sami Grci nisu sigurni u njegovo porijeklo: Nebo i Zemlja Ares i Afrodita, Noć i Eter, ili Erida i Zefir. Grčki putopisac Pauzanija, primjećuje Conti, proturječi sebi govoreći u jednom trenutku da je Eros pozdravio Afroditin dolazak na svijet, a u drugom da je Eros bio sin Afrodite i najmlađi od svih bogova.
U rimskoj književnosti Kupid se obično tretira kao Venerin sin bez spominjanja oca. Pseudo-Senekina tragedija Oktavija kaže da je Vulkan, kao suprug Venere, otac Kupidov. Međutim, Ciceron kaže da su postojala tri Kupida, kao i tri Venere: prvi je Kupid bio sin Merkura i Dijane, drugi Merkura i druge Venere, a treći Marsa i treće Venere. Ovaj posljednji Kupid bio je ekvivalent Anterosu, "Protuljubavi", jednom od Erota, bogova koji utjelovljuju aspekte ljubavi. Ti višestruki Kupidi, koji su bogato zastupljeni na umjetničkim djelima, predstavljaju dekorativni izraz ovih sve brojnijih vrsta ljubavi i želja. Tijekom engleske renesanse Christopher Marlowe pisao je o "deset tisuća Kupida"; u svadbenoj maskaradi Bena Jonsona Hymenaei, "tisuću raznobojnih ljubavi ... poskakuje po bračnoj sobi".
U kasnijoj klasičnoj tradiciji Kupid se najčešće smatrao sinom Venere i Marsa, čija je ljubavna veza predstavljala alegoriju Ljubavi i Rata. Dvojnost između iskonskog i spolno začetog Erosa uklapala se u filozofske koncepte Nebeske i Zemaljske ljubavi čak i u kršćanskom dobu.

## Atributi i teme
Kupid je prikazan kao krilat, navodno zato što su ljubavnici nestabilni i lako mijenjaju mišljenje, te kao dječak, jer je ljubav iracionalna. Njegovi su simboli strijela i baklja, "jer ljubav ranjava i pali srce". Ti su atributi i njihova interpretacija uspostavljeni u kasnoj antici, kao što je sažeo Izidor Seviljski (umro 636. godine) u svojim Etimologijama. Kupid je također ponekad prikazan s povezom preko očiju i opisan kao slijep, ne toliko u smislu da ne posjeduje osjetilo vida, koliko u smislu ljubavnih treptaja i proizvoljnosti. Kao što je opisao Shakespeare u Snu ljetne noći (1590-ih):
U Botticellijevoj Alegoriji proljeća (1482.), na talijanskome jeziku poznatoj kao La primavera, Kupid je predstavljen s povezom preko očiju dok ispaljuje strijelu iz svog luka iznad središnje figure, božice Venere.
Osobito u rimskoj umjetnosti, Kupidi su često prikazani s voćem, životinjama ili atributima godišnjih doba ili boga vina Dioniza, čime se simbolizira reprodukcijska moć Zemlje.
S obzirom na sve ove asocijacije, smatra se da Kupid dijeli neka obilježja s hinduističkim bogom Kamadevom.

### Kupidove strijele
Kupid nosi dvije vrste strijela ili strelica, jednu s oštrim zlatnim vrhom, a drugu s tupim olovnim vrhom. Osobu ranjenu zlatnom strelicom ispunjava nekontrolirana želja, ali ona koju pogodi olovo osjeća odbojnost i samo želi pobjeći. Upotrebu ovih strelica opisao je rimski pjesnik Ovidije u prvoj knjizi svojih Pretvorbi. Kad se Apolon izruguje Kupidu kao lošijem strijelcu, Kupid ga gađa zlatnom strelicom, ali olovom pogađa predmet Apolonove želje, nimfu Dafnu. Bježeći od neželjene Apolonove požude, Dafna se moli svom ocu, riječnom bogu Peneju, koji je pretvara u lovor, drvo posvećeno Apolonu. To je prva od nekoliko Apolonovih neuspješnih ili tragičnih ljubavi.
Jedna inačica ovoga mita nalazi se u The Kingis Quair, pjesmi iz 15. stoljeća koja se pripisuje škotskom kralju Jakovu I. i u kojoj Kupid ima tri strelice: zlatnu, za nježno "udaranje" koje se lako izliječi, srebrnu za rađanje jače ljubavne želje i čeličnu za ljubavnu ranu koja nikad ne zaraste.

### Kupid i pčele
U priči o Kupidu kao kradljivcu meda, malog boga ubole su pčele jer je ukrao med iz njihove košnice. On plače i trči svojoj majci Veneri, žaleći se da tako malo stvorenje kao što je pčela ne bi trebalo imati moć nanošenja tako bolnih rana. Venera se nasmije i ukaže na poetsku pravdu: i on je malen, a opet zadaje ubod ljubavi.
Ta je priča prvi put ispričana o Erosu u Teokritovim Idilama (3. stoljeće pr. Kr.). Tijekom renesanse prikazana je mnogo puta i u umjetnosti i u pjesmi. Ta je tema predstavljala kraj poetskog kruga Amorettija (1595.) Edmunda Spensera, i dala motiv za najmanje dvadeset djela Lucasa Cranacha starijeg i njegove radionice. Njemački pjesnik i klasičar Karl Philipp Conz (1762. – 1827.) priču je oblikovao kao Schadenfreude ("uživanje u tuđoj boli") u pjesmi istog naslova.  U verziji Gottholda Ephraima Lessinga, pisca njemačkog prosvjetiteljstva, ubod pčele pretvara i samog Kupida u pčelu:
Ovim je ubodom Amor postao mudriji.
Neumorni prevarant
smislio je drugi plan bitke:
vrebao je ispod karanfila i ruža
i kad im je pčela radilica prišla,
poletio je kao pčela i ubod joj zadao.
Prikaz Kupida kao pčele dio je složene tradicije pjesničkih slika koja je u vezi s cvijetom mladosti, ubodom ljubavi kao defloracije i meda kao izljeva ljubavi.

### Kupid i dupini
I u antičkoj i u kasnijoj umjetnosti Kupid je često prikazan kako jaše na dupinu. Na drevnim rimskim sarkofazima ta slika možda predstavlja putovanje duše, što je izvorno povezano s dionizijskom religijom. Mozaik iz kasnorimske Britanije prikazuje povorku dupina i morskih ptica koja izranja iz ušća morskog boga Neptuna i penje se do Kupida. Jedno od tumačenja ove alegorije jest da Neptun predstavlja porijeklo duše u materiji od koje je nastao život, a Kupid trijumfira kao željena sudbina duše.
U drugim kontekstima, Kupid s dupinom ponavlja se kao razigrani motiv, kao na vrtnim kipovima u Pompejima koji prikazuju dupina kako spašava Kupida od krakova hobotnice ili Kupida koji drži dupina. Dupin, koji je često fantastično razrađen, često je isklesan kao izljev za fontanu. Na modernoj fontani u Palazzu Vecchiu u talijanskom gradu Firenci Kupid je, kako se čini, predstavljen kako davi dupina.
Dupini su u antici često bili prikazivani kao prijateljski nastrojeni prema ljudima, a sam dupin mogao bi predstavljati naklonost. Plinije Stariji bilježi priču o dupinu u Puteoliju koji na leđima preko jezera nosi dječaka kako bi svaki dan išao u školu. Kada je dječak umro, dupin se rastužio.
U erotskim scenama iz mitologije, slika Kupida koji jaše na dupinu možda dočarava to kako se ljubav brzo kreće, ili slika Kupida koji jaše na morskoj zvijeri može predstavljati ohrabrujuću sigurnost u divljoj ljubavnoj vožnji. Kupid koji jaše dupine može se naći i na scenama koje prikazuju vjenčanje Neptuna i Amfitrite ili Neptunov trijumf, poznat i kao morski thiasos.

### Demon razvrata
Kako bi mitove prilagodili kršćanskoj uporabi, srednjovjekovni su ih mitografi tumačili s pomoću moralnih alegorija. Prema tom gledištu, Kupid bi se mogao promatrati kao "demon razvrata". Inovativni Teodulf Orleanski, koji je pisao za vladavine Karla Velikog, reinterpretirao je Kupida kao zavodljivu, ali zlonamjernu figuru koja iskorištava žudnju da bi ljude uvukao u alegorijski podzemni svijet poroka. Za Teodulfa, Kupidov tobolac simbolizira izopačeni um, njegov luk je lukavstvo, strijele su otrov, a baklja je plamteća strast. Bilo je prikladno prikazati ga nagog, kako se ne bi prikrila njegova obmana i zlo.

### Usnuli Kupid
Usnuli Kupid postao je simbol odsutne ili klonule ljubavi u renesansnoj poeziji i umjetnosti, uključujući i Michelangelovog Usnulog Kupida iz 1496. godine, koji je danas izgubljen. Antički primjerak bio je u to doba poznat po opisima antičkih pisaca, a barem jedan sačuvani primjerak bio je izložen u vrtu kipova Lorenza de' Medicija1488. godine. U 1. stoljeću Plinije Stariji opisao je dvije mramorne inačice Kupida (Erosa), jednu u Tespijama i jednu nagu u Pariju, gdje je taj kip bio predmetom erotske fascinacije.
Michelangelovo djelo bilo je važno za uspostavljanje ugleda mladog umjetnika, koji je tada imao samo dvadeset godina. Na zahtjev svog zaštitnika, povećao je njegovu vrijednost namjerno čineći da izgleda "antikno", stvarajući tako "svoju najzloglasniju laž". Nakon što je priznao prevaru, Usnuli Kupid izložen je kao dokaz njegove virtuoznosti uz drevni mramor, pripisan Praksitelu, koji prikazuje Kupida kako spava na lavljoj koži.
U poeziji Giambattiste Marina (umro 1625.) slika usnulog Kupida ili Amora predstavlja bezbrižnost ljubavi u krilu nerada. Madrigal njegovog književnog suparnika Gaspara Murtole poticao je umjetnike da slikaju ovu temu. Katalog djela iz antike koje je sakupila obitelj Mattei, zaštitnici Caravaggia, uključivao je skice usnulih kupida na temelju kipa iz hrama Venere Ericine u Rimu. Caravaggio, čija je djela Murtola opisivao, prihvatio je izazov svojim Usnulim Kupidom iz 1608. godine, uznemirujućim prikazom nezdravog, nepokretnog djeteta sa "žutom kožom, rumenim obrazima, plavičastim usnama i ušima, mršavim prsima i natečenim trbuhom, potrošenim mišićima i upaljenim zglobovima ". Smatra se da je model bolovao od maloljetničkog reumatoidnog artritisa. Caravaggiovog usnulog Kupida na fresci je ponovno osmislio Giovanni da San Giovanni, a tema se ponavljala tijekom rimskog i talijanskog rada tog razdoblja.

### Ljubav pobjeđuje sve
Ranije u svojoj karijeri, Caravaggio je provocirao suvremenu osjetljivost svojom "seksualno provokativnom i antiintelektualnom" Pobjedničkom ljubavi, poznatom i kao Ljubav pobjeđuje sve (Amor vincit omnia), u kojoj drski nagi Kupid gazi ambleme kulture i erudicije koje predstavljaju glazbu, arhitekturu, ratovanje i znanost.

Ta krilatica potječe od rimskog pjesnika Vergilija, koji je pisao krajem 1. stoljeća pr. Kr. Njegova zbirka Ekloga završava onim što bi mogla biti njegova najpoznatija misao:
Omnia vincit Amor: et nos cedamus Amori.
Ljubav pobjeđuje sve, i stoga predajmo se Ljubavi svi.
Ta je tema prikazivana i kao trijumf Kupidov, kao u Petrarcinim Trijumfima.

## Kupid u rimskoj religiji
Rimski Kupid bio je bog koji je utjelovljivao žudnju, ali nije imao hramove ili vjerske rituale neovisne o drugim rimskim božanstvima poput Venere, koju često prati kao sporedna figura u kultnim kipovima. Kupid se mogao pojaviti među nekoliko statueta za privatno štovanje u kućnom svetištu, ali ne postoji jasna razlika između likova koji su predmetom štovanja i onih koji se prikazuju kao umjetnost ili ukras. Rimski hramovi često su imali sekundarnu svrhu kao umjetnički muzeji, a Ciceron spominje Praksitelov kip "Kupida" (Erosa), koji je bio posvećen u sakrariju i kome se ukazivalo vjersko štovanje zajedno s Herkulom. Natpis iz Cártame u rimskoj Hispaniji spominje kipove Marsa i Kupida među javnim radovima bogate ženske svećenice (sacerdos perpetua), a drugi popis dobročinstava prokuratora Betike uključuje kipove Venere i Kupida.
Kupid se počeo češće prikazivati u rimskoj umjetnosti od vremena Augusta, prvog rimskog cara. Nakon bitke kod Akcija, kad su Antonije i Kleopatra poraženi, Kupid koji prenosi Marsovo oružje svojoj majci Veneri postao motiv umjetnosti Augustovog doba. U Eneidi, rimskom nacionalnom epu pjesnika Vergilija, Kupid se prerušava u Jula, sina Eneje, koji je pak sam bio sin Venere, i u ovom obliku zavarava kartažansku kraljicu Didonu da se zaljubi u junaka. Ona pruža sigurno utočište Eneji i njegovoj skupini izbjeglica iz Troje, da bi je on napustio ispunjavajući svoju sudbinu da osnuje Rim. Julo (poznat i kao Askanije) postaje mitski osnivač obitelji Julijevaca, iz koje je potekao i Gaj Julije Cezar. August, Cezarov nasljednik, ostavio je spomen na jednog svojeg voljenog praunuka koji je umro kao dijete tako što ga je prikazao kao Kupida, posvetivši jedan takav kip u Venerinom hramu na Kapitolskom brežuljku, a jedan je zadržao u svojoj spavaćoj sobi gdje ga je noću ljubio. Brat ovog djeteta postao je car Klaudije, čija se majka Antonija u sačuvanoj portret-skulpturi pojavljuje kao Venera, s Kupidom na ramenu. Kip Augusta na Prvoj kapiji prati Kupid koji jaše na dupinu. Veći broj Kupida pojavljuje se na frizovima Hrama Venere Roditeljice (Venus Genetrix) i utjecali su na prizore reljefne skulpture na drugim djelima poput sarkofaga, posebice dječjih.
Kao krilati lik, Kupid je dijelio neke karakteristike s božicom Viktorijom. Na kovanicama koje je izdavao diktator Sula, Kupid nosi palminu grančicu, najčešći atribut Pobjede. "Želja" je u rimskoj kulturi često bila vezana uz moć kao i za erotsku privlačnost. Rimski povjesničari kritiziraju cupido gloriae, "želju za slavom", kao i cupido imperii, "želju za vlašću". U latinskome filozofskom diskursu, cupido je ekvivalent grčke riječi pothos, središnje točke promišljanja o značenju i teretu želje. Prikazujući "pobožnu ljubav" (amor pius) Nisa i Eurijala u Eneidi, Vergilije prikazuje Nisa kako se pita:
Je li to bogovi u ljudski usade strast u ljudska srca ili svačija žudnja (cupido) postane njegov vlastiti bog?
U Lukrecijevom filozofskom epu, cupido može predstavljati i ljudsku požudu i životinjski instinkt za parenjem, ali i impuls atoma da se vežu i stvore materiju. Povezanost seksa i nasilja nalazi se u erotskoj fascinaciji gladijatorima, koji su često imali seksualizirana imena kao što je upravo Cupido.
Kupid je bio neprijatelj čednosti, a pjesnik Ovidije suprotstavlja ga Dijani, djevičanskoj božici lova, koja također nosi luk, ali koja mrzi Kupidove strelice koje izazivaju strast. Kupid nije u najboljim odnosima ni s Apolonom, Dijaninim bratom strijelcem i zaštitnikom pjesničke inspiracije, čije ljubavne veze gotovo uvijek završavaju katastrofalno. Ovidije i Propercije krive Kupida što ih je natjerao da pišu ljubavnu poeziju umjesto uglednijeg epa.

## Kupid i Psiha
Priča o Kupidu i Psihi pojavljuje se u grčkoj umjetnosti već u 4. stoljeću pr. Kr., ali najopširniji književni izvor te priče predstavlja roman Pretvorbe, poznat i kao Zlatni magarac, rimskoga pisca Apuleja (2. stoljeće). Priča se bavi prevladavanjem prepreka ka ljubavi između Psihe ("Duše" ili "Daha života") i Kupida (Amora), te njihovim konačnim sjedinjenjem u braku.
Slava Psihine neizmjerne ljepote prijeti da pomrači samu Veneru, pa božica ljubavi šalje Kupida da joj se osveti. Kupid se, međutim, zaljubi u Psihu i dogovori se da je odvede u svoju palaču. Posjećuje je noću, upozoravajući je da ga ne pokušava vidjeti. Psihine zavidne sestre uvjeravaju je da je njezin ljubavnik zastrašujuće čudovište, a ona napokon donosi svjetiljku u njihovu odaju da ga vidi. Zaprepaštena njegovom ljepotom, ostaje za trenutak skamenjena, taman toliko dugo da kap vrućeg ulja s lampe padne na njega. On se probudi i napušta je. Psiha luta zemljom tražeći ga i na kraju se podvrgava službi Venere, koja je muči. Božica zatim šalje Psihu na niz zadataka. Svaki put ona očajava i svaki put joj se pruži božanska pomoć. Na svom posljednjem zadatku, treba zahvatiti dozu Prozerpinine ljepote iz podzemnog svijeta. Uspijeva, ali na povratku ne može odoljeti da ne otvori kutiju u nadi da će i sama imati koristi od toga, nakon čega pada u dubok san. Kupid je pronalazi i oživljava vraćajući san u kutiju. Kupid joj daje besmrtnost kako bi se par mogao vjenčati.
Neoplatonski elementi u priči i aluzije na misterijske religije daju prostora različitim tumačenjima, pa je priča analizirana kao alegorija, u svjetlu narodne priče, bajke i mita. Često predstavljena kao alegorija ljubavi koja pobjeđuje smrt, priča je bila čest izvor slika na rimskim sarkofazima, kao i u drugim sačuvanim djelima antičke umjetnosti. Od ponovnog otkrića Apulejeva romana u renesansi, Kupid i Psiha često su se prikazivali u klasičnoj tradiciji. Priča je prepričavana u pjesmi, drami i operi, a široko je prikazivana i u slikarstvu, kiparstvu i drugim medijima.

### Ljepotica i zvijer
Poznatiji kao "Ljepotica i zvijer", roman La belle et la bête izvorno je napisala Gabrielle-Suzanne Barbot de Villeneuve, a skratila ga je i potom objavila francuska autorica Jeanne Marie Leprince de Beaumont 1740. godine. Priča je tijekom godina stekla međunarodno priznanje i 1991. godine nadahnula Disneyev film Ljepotica i zvijer. Govorilo se da je Gabrielle bila inspirirana pričom Kupidu i Psihi. Ta priča govori o lijepoj, ali usamljenoj ženi sa zlatnim srcem koju zarobi odvratna zvijer, koja ima nevidljive sluge koji mu pomažu u svemu što poželi u okviru zidina dvorca. Na kraju se zaljubi u njega unatoč njegovom izgledu i tako razbija kletvu koja je na njega bila bačena: pred njom se otkriva lijepi princ.

## Prikazi
Na sačuvanim artefaktima, Kupid je obično prikazan kako se zabavlja nekom igrom, ponekad gura obruč, baca strelice, hvata leptira ili koketira s nimfom. Često je prikazan s majkom (u grafičkoj umjetnosti to je gotovo uvijek Venera) kako svira rog. Na drugim slikama njegova je majka prikazana kako ga grdi ili čak udara zbog njegove nestašne naravi. Također je prikazan kako nosi kacigu ili kopču, što se možda odnosi na Vergilijevu krilaticu Omnia vincit amor ili predstavlja političku satiru na račun rata za ljubav ili ljubavi kao rata.
- Kupid
- Crvenofiguralna posuda s Erosom kao mladićem koji prinosi žrtvu (oko 340. – 320. pr. Kr.). Walters Art Museum, Baltimore.
- Lucas Cranach stariji – Venera s Kupidom koji krade med
- Venera i Amor, Frans Floris, Hallwyl Museum
- Kupid kradljivac meda (1514.), Albrecht Dürer
- Venera, Mars i Kupid, Joachim Wtewael, oko 1610.
- Alegorija s Venerom, Marsom, Kupidom i Vremenom (oko 1625.): u ovoj Guercinovoj jedinstvenoj interpretaciji, krilato Vrijeme optužujući upire prst u bebu Kupida, kojega drži mreža koja evocira zamku u kojoj je Veneru i Marsa uhvatio njezin izdani suprug.[79]
- Kupid nateže luk dok riječni bog Penej skreće pogled, u: Apolon i Dafna (1625.), Nicolas Poussin.
- Kupid jaše na dupinu (1630.), Erasmus Quellinus II.
- Kupid lomi svoj luk (oko 1635.), Jean Ducamps.
- Kupid na drvetu (1795./1805.), Jean-Jacques-François Le Barbier.
- Omnia Vincit Amor (1809.), Benjamin West.
- Kupid na morskom čudovištu (oko 1857.), William Adolphe Bouguereau.

## Vanjske poveznice
- Warburg Institute Iconographic Database (oko 2400 prikaza Kupida)  Arhivirana inačica izvorne stranice od 3. ožujka 2016. (Wayback Machine)